# Lâu đài St. Emmeram

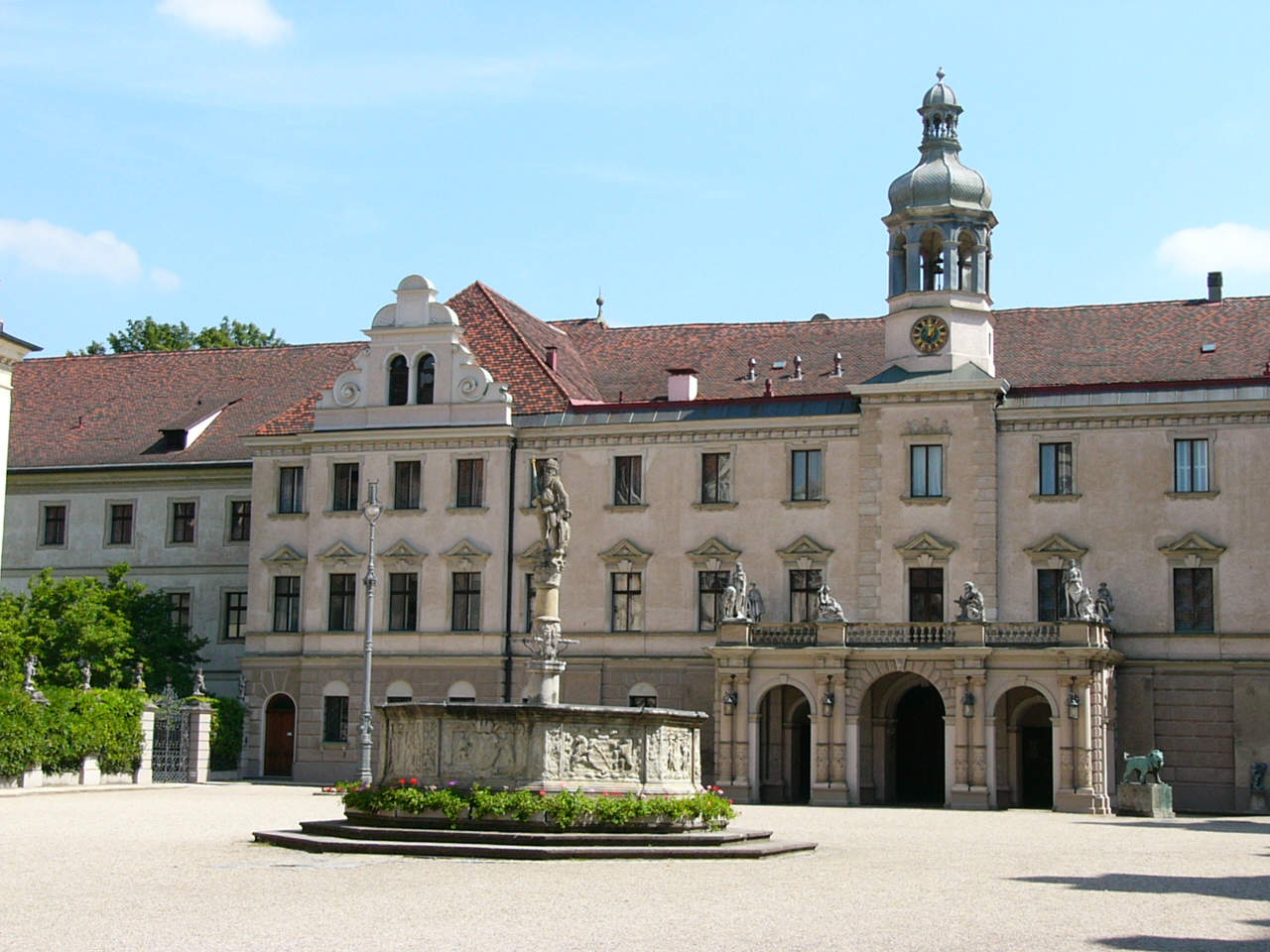
Lâu đài Thurn & Taxis

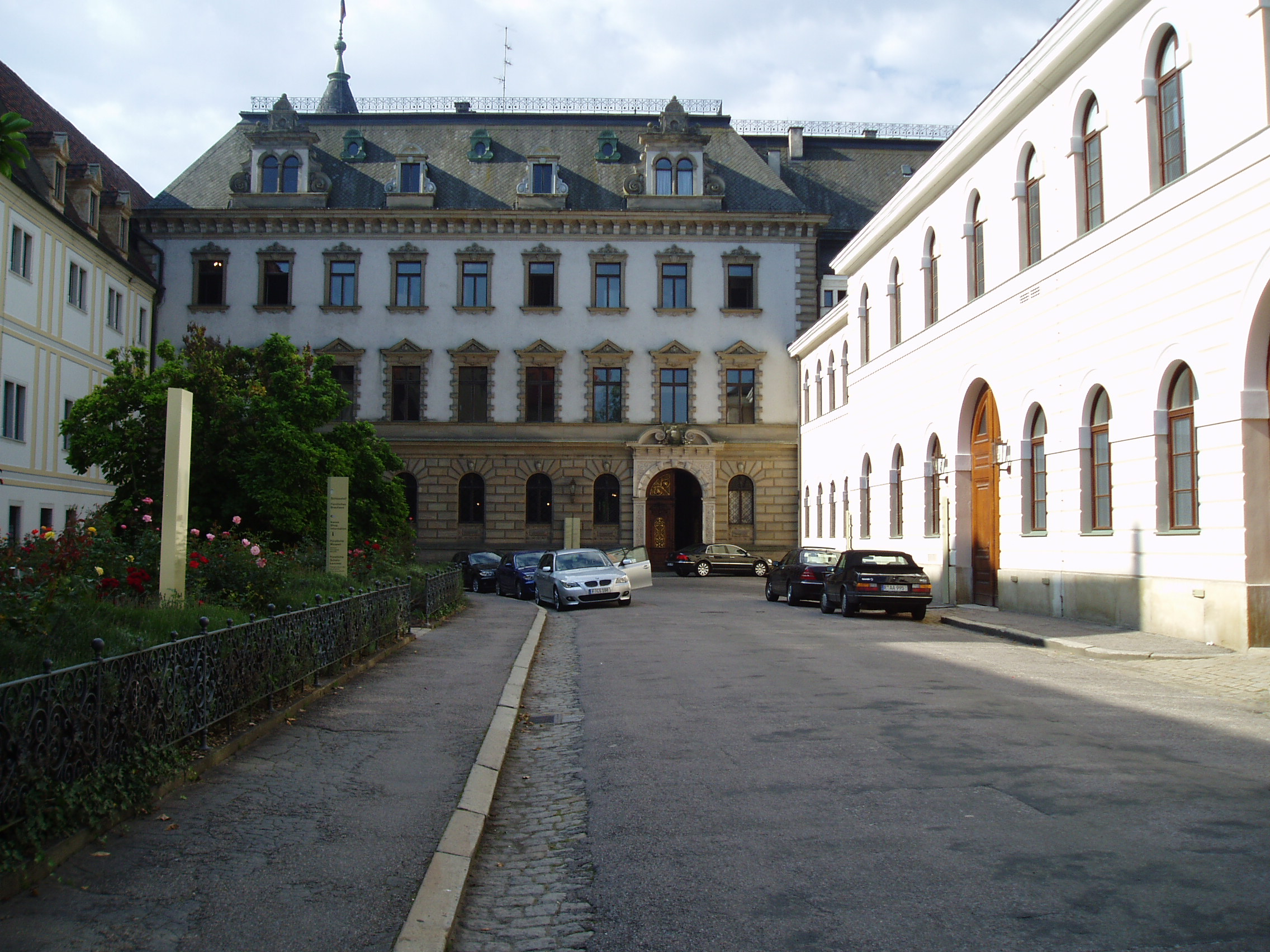
Nhìn từ mặt khác

Lâu đài St. Emmeram hay Lâu đài Thurn & Taxis là một Lâu đài của dòng họ công tước Thurn & Taxis tại Regensburg của nước Đức.

## Lịch sử
Dòng họ công tước Thurn & Taxis tậu được vào năm 1810 mảnh đất của tu viện Sankt Emmeram mà đã có từ thế kỷ thứ 8, với cả các tòa nhà. Từ năm 1812 nó được tu sửa bởi kiến trúc sư Jean Baptiste Métivier thành nơi cư ngụ của họ. Những người trong gia đình Thurn & Taxis ở trong lâu đài này cho tới bây giờ.

## Nhà máy chế tạo bia
2005 khu nhà chòi cũ của lâu đài được dùng để xây một hãng sản xuất bia.